# Paulina Paluch
Paulina Paluch (* 3. Dezember 1998 in Radom) ist eine polnische Leichtathletin, die sich auf den Sprint spezialisiert hat.

## Sportliche Laufbahn
Erstmals Erfahrungen bei internationalen Meisterschaften sammelte Paulina Paluch im Jahr 2021, als sie mit der polnischen 4-mal-100-Meter-Staffel an den Olympischen Spielen in Tokio teilnahm und dort mit 43,09 s im Vorlauf ausschied. 2023 schied sie bei den World University Games in Chengdu mit 11,90 s im Halbfinale im 100-Meter-Lauf aus und gewann mit der Staffel in 44,20 s die Silbermedaille hinter dem chinesischen Team.
2021 wurde Paluch polnische Meisterin in der 4-mal-100-Meter-Staffel sowie Hallenmeisterin in der 4-mal-200-Meter-Staffel.

## Persönliche Bestzeiten
- 100 Meter: 11,45 s (+0,8 m/s), 24. Juni 2021 in Posen
  - 60 Meter (Halle): 7,33 s, 5. Februar 2022 in Spała
- 200 Meter: 23,57 s (−0,2 m/s), 23. Mai 2021 in Bielsko-Biała
  - 200 Meter (Halle): 23,67 s, 29. Januar 2022 in Toruń